# Luiz Galvão
Luiz Dias Galvão (Juazeiro, 22 de abril de 1935 – São Paulo, 22 de outubro de 2022) foi um poeta e músico brasileiro.

## Biografia
Mudou-se para Salvador, onde conheceu Moraes Moreira e Paulinho Boca de Cantor, com os quais criou o conjunto Novos Baianos, em 1968. Conhecia João Gilberto desde a adolescência em Juazeiro, o que permitiu que, quando os Novos Baianos fossem para o Rio de Janeiro após realizarem É Ferro na Boneca (1970) em São Paulo, ele contatasse o pai da bossa nova e este influenciasse todo o grupo, culminando no álbum mais aclamado deles, Acabou Chorare (1972).
Sua trajetória na música popular brasileira é extensa. Em 1968, Galvão participou do V Festival de Música Popular Brasileira, da TV Record (SP), com a canção De Vera (em parceria com Moraes Moreira), interpretada pelo grupo Novos Baianos.
Nos anos 70, transferiu-se para o Rio de Janeiro, onde passou a viver comunitariamente com todos os músicos do grupo, em um sítio localizado em Vargem Grande, onde gravaram Acabou Chorare, comunicando-se constantemente com Gilberto.
Escreveu a maioria das canções gravadas pelo conjunto, musicadas por Moraes Moreira, entre elas "Acabou Chorare", "Preta Pretinha" e "Mistério do Planeta". O grupo se desfez em 1978, voltando a se reunir no final do século passado, para a gravação do CD ao vivo Infinito Circular.
Publicou, em 1997, o livro Anos 70: Novos e Baianos, lançado pela Editora 34 (SP), relatando a trajetória do grupo. Lançou dois CDs de poesias inéditas, de forma independente.